# Antonio Balestra

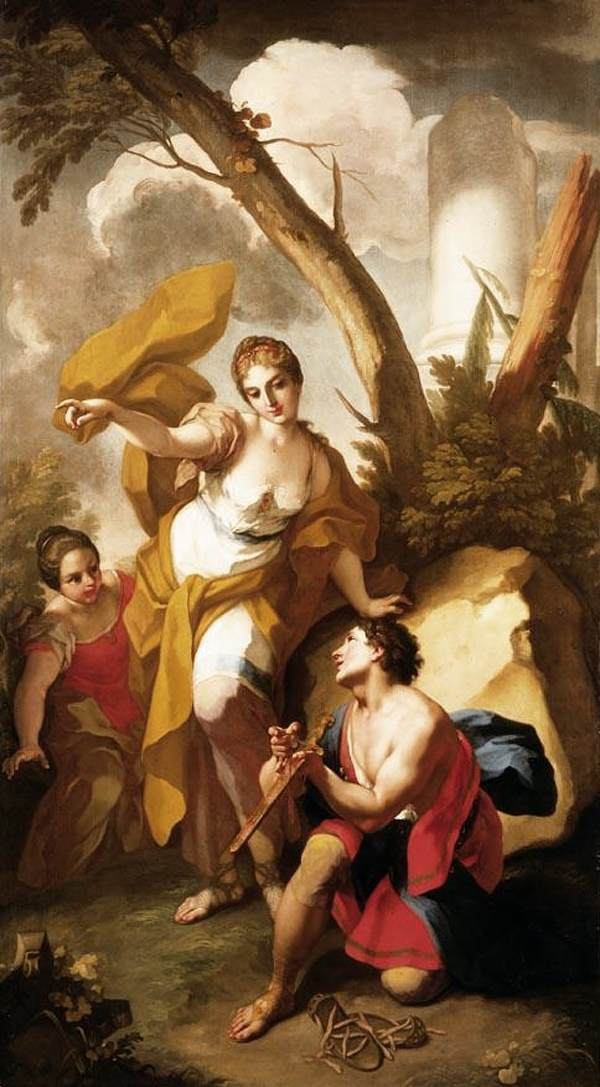
Tezeusz odnajdujący miecz ojca

Antonio Balestra (ur. 12 sierpnia 1666 w Weronie, zm. 21 kwietnia 1740 tamże) – malarz i grafik włoski okresu rokoka. 
Naukę malarstwa rozpoczął u Giovanni Zeffio. 1690 przeniósł się do Wenecji, gdzie uczył się malarstwa u Antonio Bellucciego, potem do Bolonii, a następnie rozpoczął pracę w Rzymie u Carlo Maratty. W roku 1694 zdobył nagrodę konkursową rzymskiej Akademii Świętego Łukasza. Po tym sukcesie rozpoczął samodzielną twórczość w Weronie i Wenecji. 
Balestra niechętnie przyjmował nowe tendencje w sztuce, był uważany za konserwatystę. 
W Wenecji malował w kościołach Jezuitów i Św. Zachariasza oraz w Scuola Grande della Carità.
Dla kościoła św. Ignacego w Bolonii namalował Marię z Dzieciątkiem i świętymi Ignacym i Stanisławem. Malował też obrazy do kościołów w Wenecji, Vicenzy, Padwie, Brescii i Weronie. Zajmował się też grafiką. 